# Santa María de la Paz (título cardenalicio)
El título cardenalicio de Santa María de la Paz fue instituido el 13 de abril de 1587 por el Papa Sixto V por una Constitución Apostólica.

## Titulares
- Anton Maria Salviati (1587-1600)
- Flaminio Piatti (1600-1613)
- Giacomo Serra (1615-1623)
- Alessandro d'Este (1623-1624)
- Melchior Klesl (1624-1630)
- Fabrizio Verospi (1633-1639)
- Marcantonio Franciotti (1639-1666)
- Giacomo Filippo Nini (1666-1680)
- Stefano Brancaccio (1681-1682)
- Carlo Barberini (1683-1685)
- Giacomo Fransoni (1685-1687)
- Augustyn Michał Stefan Radziejowski (1689-1705)
- Lorenzo Fieschi (1706-1726)
- Hugo Damian von Schönborn-Buchheim (1726-1743)
- Carlo Alberto Guidiboni Cavalchino (1743-1759)
- Antonio Marino Priuli (1759-1762)
- Marco Antonio Colonna (1762-1784)
- Vacante (1784-1789)
- Ignazio Busca (1789-1795)
- Carlo Bellisomi (1795-1807)
- Vacante (1807-1817)
- Antonio Gabriele Severoli (1817-1824)
- Carlo Maria Pedicini (1828-1830)
- Giuseppe Antonio Sala (1832-1839)
- Charles Januarius Acton (1842-1846)
- Pierre Giraud (1847-1850)
- Juan José Bonel y Orbe (1854-1857)
- Fernando de la Puente y Primo de Rivera (1862-1867)
- Juan de la Cruz Ignacio Moreno y Maisonave (1869-1884)
- Domenico Agostini (1886-1891)
- Michael Logue (1893-1924)
- Patrick Joseph O'Donnell (1925-1927)
- August Hlond, S.D.B. (1927-1948)
- Vacante (1948-1953)
- Maurice Feltin (1953-1975)
- Vacante (1975-1979)
- Joseph Asjiro Satowaki (1979-1996)
- Vacante (1996-2001)
- Francisco Javier Errázuriz Ossa (2001-)